# Raspoloženje (psihologija)
U psihologiji, raspoloženje je afektno stanje. Za razliku od emocija ili osećanja, raspoloženja su manje specifična, manje intenzivna i ređe je da ih izazove ili podstakne određeni podsticaj ili događaj. Raspoloženja se obično opisuju kao pozitivna ili negativna valenca. Drugim rečima, ljudi obično govore o dobrom ili lošem raspoloženju.
Raspoloženje se takođe razlikuje od temperamenta ili osobina ličnosti koje su još dugotrajnije. Ipak, osobine ličnosti poput optimizma i neurotizma predisponiraju određene vrste raspoloženja. Dugotrajni poremećaji raspoloženja poput kliničke depresije i bipolarnog poremećaja smatraju se poremećajima raspoloženja. Raspoloženje je unutrašnje, subjektivno stanje, ali se o njemu često može zaključiti iz držanja tela i drugog ponašanja. „U raspoloženje nas može poslati neočekivan događaj, od sreće što smo videli starog prijatelja do besa zbog otkrivanja izdaje od strane partnera. Takođe možemo jednostavno pasti u raspoloženje.”
Istraživanja takođe pokazuju da raspoloženje osobe može uticati na način na koji poprima oglašavanje. Utvrđeno je da raspoloženje formira interakcije sa polom kako bi uticalo na obradu informacija od strane potrošača.

## Tipovi raspoloženja
Pozitivno raspoloženje
Pozitivno raspoloženje može biti uzrokovano mnogim različitim aspektima života, kao i imati određene efekte na ljude u celini. Dobro raspoloženje obično se smatra stanjem bez utvrđenog uzroka; ljudi ne mogu tačno da utvrde zašto su dobro raspoloženi. Čini se da ljudi doživljavaju pozitivno raspoloženje kada nemaju briga, dobro su se naspavali i u životu ne osećaju stres.
Mnogo studija je rađeno o uticaju pozitivnih emocija na kognitivni um i postoje pretpostavke da pozitivno raspoloženje može uticati na naš um na dobar ili loš način. Generalno je utvrđeno da pozitivno raspoloženje poboljšava kreativno rešavanje problema i fleksibilno, ali pažljivo razmišljanje. Neke studije su navele da pozitivna raspoloženja omogućavaju ljudima da razmišljaju kreativno, slobodno i da budu maštovitiji. Pozitivno raspoloženje takođe može pomoći pojedincima u situacijama u kojima su umešana teška razmišljanja i razmatranja. U jednom eksperimentu, osobe koje su indukovane pozitivnim raspoloženjem imale su poboljšane performanse na zadatku daljinskih saradnika (RAT), kognitivnom zadatku koji zahteva kreativno rešavanje problema. Štaviše, studija takođe sugeriše da pozitivno raspoloženje proširuje ili ekspandira opseg odabira pažnje tako da informacije koje mogu biti korisne za zadatak koji je u toku postaju dostupnije za upotrebu. Zbog toga veća dostupnost relevantnih informacija omogućava uspešno rešavanje problema. Pozitivno raspoloženje takođe olakšava otpor iskušenjima, posebno u pogledu izbora nezdrave hrane.
Negativno raspoloženje
Poput pozitivnih raspoloženja, negativna raspoloženja imaju važne implikacije na mentalno i fizičko blagostanje ljudi. Raspoloženja su osnovna psihološka stanja koja se mogu javiti kao reakcija na neki događaj ili mogu isplivati na površinu bez očiglednog spoljnog uzroka. Budući da ne postoji namerni objekat koji izaziva negativno raspoloženje, on nema tačan datum početka i završetka. Može trajati satima, danima, nedeljama ili duže. Negativna raspoloženja mogu manipulisati načinom na koji pojedinci tumače i prevode svet oko sebe, a takođe mogu usmeravati njihovo ponašanje.
Negativna raspoloženja mogu uticati na rasuđivanje i percepciju predmeta i događaja pojedinca. U studiji koju su uradili Nidental i Seterland (1994), istraživanje je pokazalo da su pojedinci predisponirani da opažaju stvari koje se podudaraju sa njihovim trenutnim raspoloženjem. Negativna raspoloženja, uglavnom niskog intenziteta, mogu da kontrolišu kako ljudi doživljavaju predmete i događaje koji se podudaraju sa emocijama. Na primer, Nidental i Seterland su muzikom izazivali pozitivna i negativna raspoloženja. Tužna muzika je korišćena kao podsticaj za izazivanje negativnih raspoloženja, a učesnici su druge stvari označili kao negativne. To dokazuje da trenutna raspoloženja ljudi imaju tendenciju da utiču na njihove sudove i percepcije. Ova negativna raspoloženja mogu dovesti do problema u društvenim odnosima. Na primer, jedna neprilagođena regulacija negativnog raspoloženja je preaktivna strategija u kojoj pojedinci dramatizuju svoja negativna osećanja kako bi izazvali podršku i povratne informacije od drugih i garantovali im dostupnost. Druga vrsta neprilagođene regulacije negativnog raspoloženja je onesposobljavajuća strategija u kojoj pojedinci potiskuju svoja negativna osećanja i distanciraju se od drugih kako bi izbegli frustracije i anksioznost izazvane tuđom nedostupnošću.

## Faktori koji utiču na raspoloženje

### Nedostatak sna
Spavanje ima složen, a još uvek nerazjašnjen odnos sa raspoloženjem. Najčešće ako osoba nema san, postaće razdražljivija, bešnja, sklonija stresu i ima manje energije tokom dana. „Studije su pokazale da čak i delimično uskraćivanje sna ima značajan efekat na raspoloženje. Istraživači Univerziteta u Pensilvaniji otkrili su da su ispitanici koji su bili ograničeni na samo 4,5 sata spavanja u toku jedne nedelje prijavili da se osećaju više stresno, besno, tužno i mentalno iscrpljeno. Kada su ispitanici nastavili sa normalnim spavanjem, prijavili su dramatično poboljšanje raspoloženja.” Generalno, ljudi orijentisani na večer, u poređenju sa jutarnjim, pokazuju smanjenu energiju i prijatnost i pojačanu napetost.
Međutim, u podskupu slučajeva nedostatak sna može, paradoksalno, dovesti do povećane energije i budnosti i poboljšanog raspoloženja. Ovaj efekat je najizraženiji kod osoba sa večernjim tipom (tzv. noćne sove) i ljudi koji pate od depresije. Iz tog razloga se ponekad koristi kao tretman za teži depresivni poremećaj.

### Ishrana
Tradicionalni prehrambeni obrasci koje karakterišu povrće, voće, meso, riba i integralne žitarice, za razliku od zapadnjačke prehrane koju karakterišu prerađena hrana, rafinirana zrna, slatki proizvodi i pivo bili su povezani sa manjom verovatnoćom za težu depresiju ili distimiju (poremećaj raspoloženja) ) i za anksiozne poremećaje kod žena. Utvrđeno je da crveno meso štiti od poremećaja raspoloženja i anksioznosti. Voće i povrće povezano je sa pozitivnim raspoloženjem, nezavisno od demografskih ili životnih faktora. Istraživanja pokazuju da su alkohol i energetska pića povezani sa promenama raspoloženja.

### Izraz lica
Istraživačke studije su pokazale da dobrovoljni izrazi lica, poput osmeha, mogu da proizvedu efekte na telo koji su slični onima koji su rezultat stvarnih emocija, poput sreće. Pol Ekman i njegove kolege proučavali su izraze lica i povezali određene emocije sa pokretima određenih mišića lica. Svaka osnovna emocija povezana je sa prepoznatljivim izrazom lica. Senzorna povratna informacija iz izraza doprinosi emocionalnom osećaju. Primer: nasmejanost, ako osoba želi da se oseća srećno. Izrazi lica imaju veliki uticaj na bes i sreću, koje osoba sama prijavljuje i koji zatim utiču na raspoloženje. Ekman je otkrio da su ovi izrazi osećanja univerzalni i prepoznatljivi u široko različitim kulturama.

## Poremećaji raspoloženja
Depresija, hronični stres, bipolarni poremećaj itd, smatraju se poremećajima raspoloženja. Pretpostavlja se da su takvi poremećaji rezultat hemijske neravnoteže u moždanim neurotransmiterima, međutim neka istraživanja osporavaju ovu hipotezu.

## Literatura
- Biss, R. K.; Hasher, L.; Thomas, R. C. (2010). „Positive mood is associated with the implicit use of distraction”. Motivation & Emotion. 34 (1): 73—77. PMC 3399901 . PMID 22822279. doi:10.1007/s11031-010-9156-y.
- Ekman, P., Levenson, R. W., & Friesen, W. V. (1993). American Psychologist. Facial Expression and Emotion. (384-391)
- Epstein, Dr. Lawrence J. December 15, 2008. Sleep and Mood. Get Sleep. April 30, 2012. http://healthysleep.med.harvard.edu/need-sleep/whats-in-it-for-you/mood Архивирано на веб-сајту  (21. март 2021)
- Koester, Sierra. January 12, 2007. Weather Effects Mood. Yahoo Voices. April 30, 2012. https://web.archive.org/web/20140728235403/http://voices.yahoo.com/weather-effects-mood-memory-155844.html
- Lykins, A. D.; Janssen, E.; Graham, C. A. (2006). „The Relationship Between Negative Mood and Sexuality In Heterosexual College Women and Men”. Journal of Sex Research. 43 (2): 136—43. PMID 16817060. S2CID 49453. doi:10.1080/00224490609552308.
- Martin, E. A.; Kerns, J. G. (2011). „The influence of positive mood on different aspects of cognitive control”. Cognition & Emotion. 25 (2): 265—279. PMC 3051364 . PMID 21399720. doi:10.1080/02699931.2010.491652.
- Mood. (n.d.). Dictionary.com Unabridged. April 30, 2012, from Dictionary.com website: http://dictionary.reference.com/browse/mood
- Niedenthal, P.M.; Setterlund, M.B. (1994). „Emotional congruence in perception”. Personality and Social Psychology Bulletin. 20 (4): 401—411. S2CID 146146097. doi:10.1177/0146167294204007.
- Nofsinger, J.R. (2005). "Social Mood and Financial Economics", Journal of Behavioural Finance, 6
- Olson, K.R. (2006). "A literature Review of Social Mood", Journal of Behavioral Finance, 7
- P. A. Andersen & L. K. Guerrero (Eds.) Handbook of communication and emotion. pp. 5–24. San Diago: Academic Press.
- Phelps, Jim.  n.d .Mood . Brain Tours:Mood . April 30, 2012. https://web.archive.org/web/20120502153430/http://www.psycheducation.org/emotion/brain%20pix.htm
- Sam-E, Nature's Made. n.d. Seven Tips to Immediately Improve Your Mood. Sam-e Complete. April 30, 2012. https://web.archive.org/web/20120327022755/http://www.sam-e.com/talk/seven-tips-to-immediately-improve-your-mood/
- Schinnerer, J.L. 2007. Temperament, Mood, and Emotion. Changing Minds. April 30, 2012. http://changingminds.org/explanations/emotions/temperament_mood_emotion.htm
- Sucală, M. L.; Tătar, A. (2010). „Optimism, pessimism and negative mood regulation expectancies in cancer patients”. Journal of Cognitive and Behavioral Psychotherapies. 10 (1): 13—24.
- Wei, M.; Vogel, D. L.; Ku, T.; Zakalik, R. A. (2005). „Adult Attachment, Affect Regulation, Negative Mood, and Interpersonal Problems: The Mediating Roles of Emotional Reactivity and Emotional Cutoff”. Journal of Counseling Psychology. 52 (1): 14—24. CiteSeerX 10.1.1.331.722 . doi:10.1037/0022-0167.52.1.14.
- Ziegler, R (2010). „Mood, source characteristics, and message processing: A mood-congruent expectancies approach”. Journal of Experimental Social Psychology. 46 (5): 743—752. doi:10.1016/j.jesp.2010.04.014.
- Grudnikov, K. (2011). „Circumstantial Evidence. How your mood influences your corporeal sensations”. Psychology Today. 44: 42.